# Клепачи (Лубенский район)
Клепачи (укр. Клепачі) — село, Калайдинцевский сельский совет, Лубенский район, Полтавская область, Украина.
Код КОАТУУ — 5322883202. Население по переписи 2001 года составляло 598 человек.

## Географическое положение
Село Клепачи находится в 2-х км от города Лубны, в 1-м км от села Новаки.
Около села протекает пересыхающий ручей с запрудой.
Рядом проходят автомобильные дороги М-03 и Т-1714.

## Объекты социальной сферы
- Школа І ст.